# القسم المركزي (مقاطعة هفتغل)
القسم المركزي لمقاطعة هفتغل (بالفارسية: بخش مرکزی شهرستان هفتکل) هي (بلدة) في مقاطعة هفتغل في محافظة خوزستان جنوب غرب إيران. حسب إحصاءات سنة 2006 كان يسكن هذا القسم 17,281, نسمة في 3,663 مسكن. هفتغل هي المدينة الوحيدة في هذا القسم.